# Energetická bezpečnost

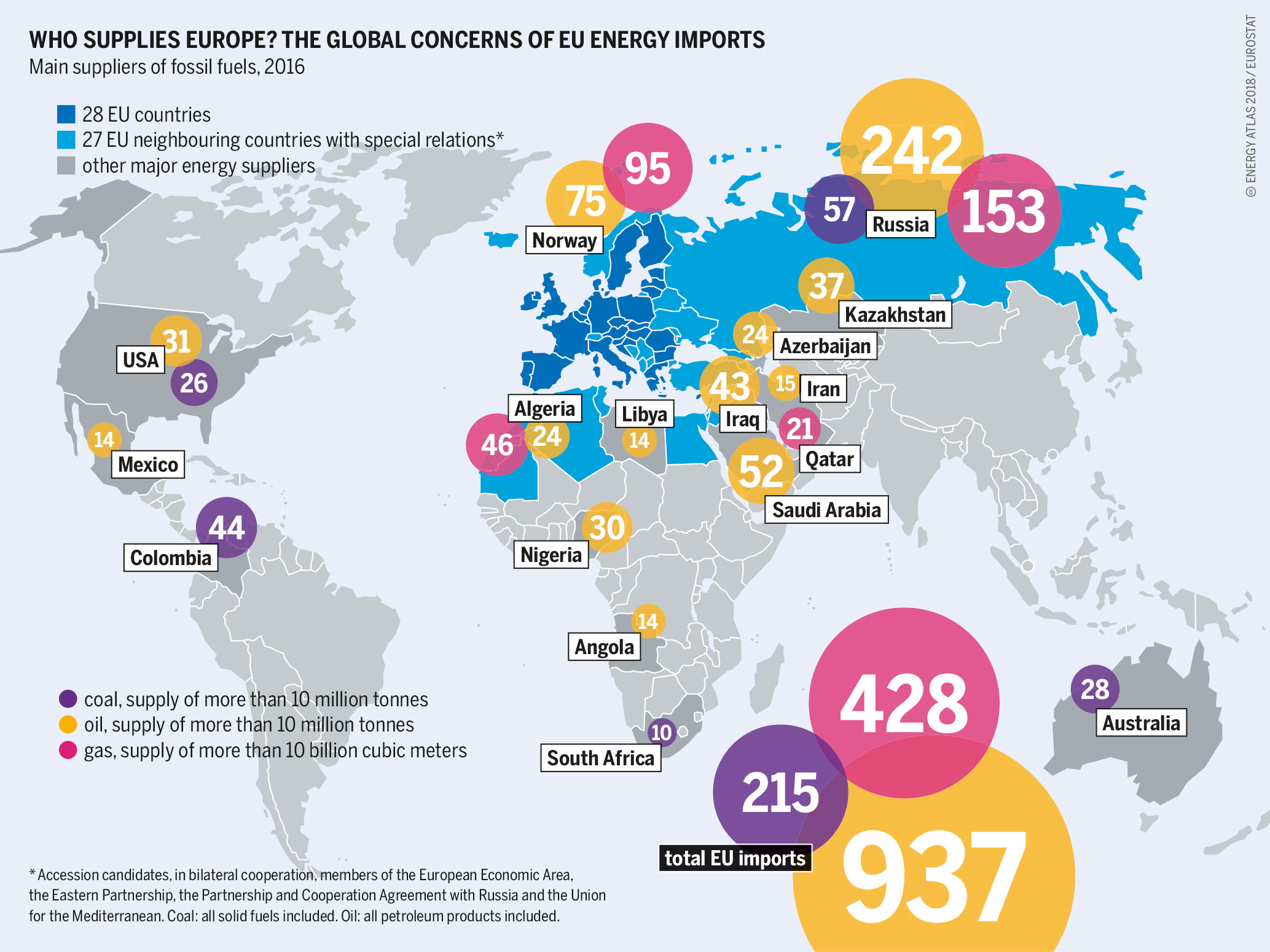
Import do EU v roce 2016.

Energetická bezpečnost je pojem hojně používaný především v posledních několika desetiletích. Frekvence používání souvisí mimo jiné s fenoménem nazývaným Ropný vrchol (neboli tzv. Peak Oil, tedy se stavem, kdy ubývá zásob energetických nerostných surovin, tj. fosilních paliv. Jejich pravděpodobný nedostatek v blízké či vzdálenější budoucnosti nutí jednotlivé státy, respektive jejich vlády i soukromé subjekty věnovat tématu zvýšenou pozornost. Druhým důvodem je stoupající cena energetických surovin a rovněž chování některých producentských zemí, které své nerostné suroviny využívají jako zbraň v rámci své zahraniční politiky (například tzv. ropná zbraň).
Definovat energetickou bezpečnost není snadné a obecně přijímaná definice neexistuje. Ani mezi badateli v oblasti energetické bezpečnosti není přítomna dokonalá shoda na znění základních definic, jimiž obor obhajuje svou existenci a od nichž následně odvozuje svoji výzkumnou činnost. Přesto může být výchozím bodem pro její definování následující věta: Energetickou bezpečností je „dostupnost dostatečných dodávek za přijatelné ceny“.

## Definiční přístupy
Problém s definicí spočívá v tom, že její obsah vždy určuje osoba jejího autora a místo jeho působení či existence. Jiné aspekty a jiná témata bude zdůrazňovat běžná konzumentská země, jiný pohled na celou problematiku a jiné zájmy bude prosazovat země producentská. Pravděpodobně zcela odlišnou optiku zvolí konzument závislý na dodávkách energetických surovin pouze z jednoho producentského státu a navíc třeba státu s nevypočitatelným chováním.
Další dělicí linií může být vztah autora definice k roli trhu v rámci energetické bezpečnosti, tedy zda preferuje tržní (hlavní roli má trh, energetické suroviny jsou pouhým zbožím) či strategický přístup k energetické bezpečnosti (zodpovědnost leží na státu, energetické suroviny mají klíčový význam pro existenci státu a jejich hodnota je vysoká).
Například OSN definuje energetickou bezpečnost jako „dostupnost použitelných energetických dodávek pro koncového spotřebitele, za tržní cenu, v dostatečném množství a včas – tak aby nebyl omezován ekonomický a společenský rozvoj země“.
Evropská unie pak k takové definici přidává ještě ohled na životní prostředí. EU definuje tři premisy energetické bezpečnosti: 1) nepřerušovaná fyzická dostupnost energetických produktů na trhu, 2) za ceny, které jsou přijatelné pro všechny spotřebitele (domácnosti i průmysl), 3) a s ohledem na ekologickou čistotu a cestu k udržitelnému rozvoji.
Zatímco předchozí definice se zaměřovaly na spotřebitele a reflektovaly jeho zájmy, UNDP World Energy Assessment z roku 2004 explicitně říká, že energetická bezpečnost není jen bezpečností spotřebitele. „Energetická bezpečnost je pojem, který se vztahuje k dostupnosti energie kdykoliv, v mnoha různých formách, v dostatečném množství a za přijatelné ceny; a to bez nepřijatelného a nevratného vlivu na životní prostředí. Tyto podmínky musí být zachovány, má-li energetika napomoci k udržitelnému rozvoji. Energetická bezpečnost má dvě dimenze – producentskou a spotřebitelskou.“
Producentský rozměr energetické bezpečnosti vnímá i americký badatel Jonathan Elkind, který prosazuje komplexní čtyřprvkovou definici. Čtyřmi prvky Elkindovy definice energetické bezpečnosti jsou:
1. Dosažitelnost (Availability)
2. Spolehlivost (Reliability)
3. Dostupnost ve smyslu ceny (Affordability)
4. Udržitelnost (Sustainability)

Do definiční roviny dosažitelnost náleží samotná fyzická držba nerostných surovin; schopnost producentů, tranzitních zemí a konzumentů shodnout se na podmínkách obchodu; existence technologií ve všech fázích spotřebitelského řetězce; dostatek kapitálu; fungující právní a kontrolní mechanismy; soulad těžby a ekologických standardů.
Spolehlivost Elkind definuje jako: existenci rozsáhlého diverzifikovaného energetického řetězce a adekvátních rezervních kapacit; krátkodobou i dlouhodobou ochranu proti teroristickým útokům, extrémním výkyvům počasí a politické nestabilitě; dostupnost adekvátních informací o globálním trhu s energetickými surovinami.
Dostupnost ve smyslu ceny určují následující faktory: nízká volatilita, tj. kolísání cen; transparentní cenotvorba; realistická cenová očekávání do budoucnosti.
Udržitelnost jako prvek energetické bezpečnosti spočívá v zajištění nízkých emisí skleníkových plynů a jiných látek znečišťujících životní prostředí, garanci pouze minimálního podílu na lokálních, regionálních a globálních hrozbách vůči kvalitě životního prostředí; ochraně energetických systémů před vlivy globální změny klimatu.